# Зинина, Елена Андреевна
Елена Андреевна Зинина (урождённая — Максимович (укр. Оле́на Андрі́ївна Зі́ніна; 11 февраля (30 января) 1867, Лубны, Лубенский уезд, Полтавской губернии Российской империи — 24 октября 1943, Киев) — украинская и советская актриса

 и певица

, сопрано.

## Биография
Творческую деятельность начала в 1887 году в труппе Михаила Старицкого (1887—1892), П. Саксаганского (1893—1895), М. Ярошенко (1896—1914 с перерывами) и дугих.
В 1918—1921 годах — актриса Государственного драматического театра (с 1919 года — Первый театр Украинской Советской Республики имени Шевченко), Екатеринославского украинского драматического театра (1921—1923), Украинского драматического театра имени М. Заньковецкой (Киев, 1925—1935).
Была замужем за театральным деятелем Митрофаном Ярошенко.

## Избранные театральные роли
- Харитина («Наймичка» И. Карпенко-Карого)
- Маруся, Аза («Маруся Богуславка», «Циганка Аза» М. Старицкого)
- Арина, Лукия, Анна («97», «Коммуна в степях» Н. Кулиша)
- Дарья Ивановна («Фея горького миндаля» И. Кочерги)
- Анна Андреевна («Ревизор» М. Гоголя)
- Наталья («Лимерівна» П. Мирного, 1910)
- Мария («Мазепа» Ю. Словацкого, 1912)

## Избранные оперные партии
- Наталья («Наталка Полтавка» Н. Лысенко),
- Галька (одноим. опера С. Монюшко).